# Torreyita
La torreyita és un mineral de la classe dels sulfats. Anomenada així l'any 1949 per Joan Prewitt-Hopkins en honor de John Torrey, metge, botànic, mineralogista i químic nord-americà. Originalment s'anomenà deltamooreïta, però es va canviar el nom quan es descobrí que les dues espècies tenien diferent estructura. és isoestructural i l'anàleg de magnesi de la lawsonbauerita.

## Classificació
Segons la classificació de Nickel-Strunz, la torreyita pertany a «07.D - Sulfats (selenats, etc.) amb anions addicionals, amb H₂O, amb cations de mida mitjana només; plans d'octaedres que comparteixen vores» juntament amb els següents minerals: langita, posnjakita, wroewolfeïta, spangolita, ktenasita, christelita, campigliaïta, devil·lina, ortoserpierita, serpierita, niedermayrita, edwardsita, carrboydita, glaucocerinita, honessita, hidrohonessita, motukoreaita, mountkeithita, shigaïta, wermlandita, woodwardita, zincaluminita, hidrowoodwardita, zincowoodwardita, natroglaucocerinita, nikischerita, felsőbányaïta, lawsonbauerita, mooreïta, namuwita, bechererita, ramsbeckita, vonbezingita, redgillita, calcoalumita, nickelalumita, kyrgyzstanita, guarinoïta, schulenbergita, theresemagnanita, UM1992-30-SO:CCuHZn i montetrisaïta.

## Característiques
La torreyita és un sulfat de fórmula química (Mg,Mn2+)₇☐₂Mn₂2+Zn₄(SO₄)₂(OH)22·8H₂O. Cristal·litza en el sistema monoclínic. La seva duresa a l'escala de Mohs és 3. Forma cristalls molt rarament, però essencialment en forma de vara o vara aplanada.

## Formació i jaciments
Es forma com a mineral secundari en vetes riques en manganès i en fractures precàmbriques metamorfitzades de Zn-Mn-Fe a Sterling Hill. Es troba associada a mooreïta. S'ha descrit només a la seva localitat tipus, la mina Sterling (Nova Jersey, on es troba associada amb zincita, rodocrosita, pirocroïta, mooreïta i fluoborita.